# Abutilon grandifolium
Abutilon grandifolium é uma espécie de planta com flor pertencente à família Malvaceae. 
A autoridade científica da espécie é (Willd.) Sweet, tendo sido publicada em Hortus Britannicus 53. 1826.

## Portugal
Trata-se de uma espécie presente no território português, nomeadamente no Arquipélago da Madeira.
Em termos de naturalidade é introduzida na região atrás indicada.

## Protecção
Não se encontra protegida por legislação portuguesa ou da Comunidade Europeia.